# Santiago Bigote López
Santiago Tabaré López Bruzzese, conocido como Bigote López (Montevideo, 8 de mayo de 1982), es un exfutbolista uruguayo que jugaba como Mediocampista.

## Palmarés

### Títulos nacionales
| Título                   | Club           | País    | Año  |
| ------------------------ | -------------- | ------- | ---- |
| Segunda División Amateur | Villa Española | Uruguay | 2014 |